# Onthophagus yangi
Onthophagus yangi är en skalbaggsart som beskrevs av Masumoto, Tsai och Teruo Ochi 2006. Onthophagus yangi ingår i släktet Onthophagus och familjen bladhorningar. Inga underarter finns listade i Catalogue of Life.